# UTC+0
UTC+0 е часовата зона, прибавени към Координираното универсално време (UTC).
Използва се в:
- Буркина Фасо
- Великобритания
- Западна Сахара
- Дания
- Гамбия
- Гана
- Гвинея
- Гвинея-Бисау
- Ирландия
- Исландия
- Кот д'Ивоар
- Либерия
- Мали
- Мавритания
- Португалия
- Сао Томе и Принсипи
- Сенегал
- Сиера Леоне
- Того